# Johann Friedrich Ludwig Göschen
Johann Friedrich Ludwig Göschen, född den 16 februari 1778 i Königsberg (nuvarande Kaliningrad), död den 24 september 1837 i Göttingen, var en tysk rättslärd. Han var far till Otto Göschen.
Göschen blev 1811 extra ordinarie och 1813 ordinarie professor i juridik vid Berlins universitet och 1822 vid Göttingens. Jämte Savigny och Eichhorn uppsatte Göschen 1815 Zeitschrift für geschichtliche Rechtswissenschaft och utgav 1820 Gaii institutionum commentarii IV. Efter hans död utgavs hans Vorlesungen über das gemeine Civilrecht (1838–1840; andra upplagan 1843).